# ワシャキー
ワシャキー（英: Washakie、1808年頃 - 1900年2月20日）は、ショーショーニー族（Shoshone、口頭発音でショーショーニー）インディアンの指導者であり、アメリカ人毛皮罠猟師オズボーン・ラッセルの残した記録では1840年に初めて登場する名高い戦士である。1851年、罠猟師ジム・ブリッジャー（1804年-1881年）の勧奨により、ワシャキーはショーショーニー族の1隊を率いて第一次ララミー砦条約の協議会に向かった。実質的にこの時からワシャキーが死ぬまで、アメリカ合衆国政府代表はワシャキーを東部ショーショーニー族の頭領と認めていた。

## 初期の経歴
ワシャキーの青年時代について多くのことは知られていないままであるが、幾つかの家系の伝承によれば似たような起源を辿ることができる。ワシャキーはフラットヘッド族（セイリッシュ族）の父とレミー・ショーショーニーー族の母のもとに生まれた。この2つの種族はしばしば狩猟や交易を共に行う関係だった。その領土はロッキー山脈のビタールート山脈で分かれていた。レミー族はアイダホのサーモン川地域、フラットヘッド・セイリッシュはビタールート渓谷を領地にしていた。ワシャキーの生まれたときの名前はピナクアナ（砂糖の香り）であり、ワシャキーと呼ばれるようになる前に他にも名前があった。
ワシャキーの生年については異論がある。1883年にある宣教師はその生年を1798年と記録し、後にその墓には1804年と刻まれた。ワシャキーの晩年に、16歳の時にジム・ブリッジャーと出遭ったとショーショーニー族代理人に語った。ブリッジャーが初めて荒野に入って行ったときの年齢から換算すると、研究者達はワシャキーが1808年から1810年の間に生まれた可能性があると結論付けた。ワシャキーがまだ幼い頃に、ブラックフット族インディアンがフラットヘッド族とレミー族の合同集落を襲った。このときレミー族はモンタナのスリーフォークス（ミズーリ川水源をなすギャラティン川、マディソン川およびジェファーソン川が合流するところ）近くでバッファローの狩猟に出ていた。ワシャキーの父が殺され、母と少なくとも姉妹の1人はアイダホのサーモン川にいたレミー族の元に逃げることができた。この攻撃の混乱の中でワシャキーは行方が分からなくなり、負傷した可能性がある。家族の言い伝えによれば、その地域に狩猟に来ていたバンノック族インディアンの1隊か、あるいはショーショーニー族とバンノック族の合同部隊に見つけられた。ワシャキーはその部隊指導者の養子になった可能性があるが、その後の25年間（1815年頃-1840年）、当時のショーショーニー族にとって典型的な戦士の伝統と行動様式を学んだ。
ワシャキーが広く呼ばれていた名前は様々に翻訳されてきたが、明らかに戦闘におけるその技量に関係している。ある説ではバッファローの皮でできた風船を膨らませて乾燥させ棒に縛り付けたものに石を置くことで、大きな音を出させる工夫をしたことを語っている。ワシャキーはこの装置を戦場に持って行き敵の馬を驚かせたので「ザ・ラトル」あるいは「ヘチマのラトル」（ラトル(Rattle)はガタガタいう音）という渾名を貰った。ワシャキーの別の訳では「走りながらの射撃」となっている。

アメリカ合衆国議会議事堂の国立彫像ホール・コレクションに収められているワシャキー酋長の銅像

## 毛皮交易
アイダホ東部の馬を所有しバッファローを狩るショーショーニー族とバンノック族はグリーン川、ウィンド川およびスネーク川地域の領有権を主張していたので、その地域で起こった毛皮交易の会合（1817年-1842年）にはワシャキーの部隊も明らかに参加していた。ワシャキーはその晩年に、彼とジム・ブリッジャーが固い友人となり、実際にブリッジャーは1850年に義理の息子になったと報告した。ブリッジャーは1824年にショーショーニー族の地域に入った（ワシャキーはブリッジャーが2歳年上だったと語った）。ワシャキーは罠猟師や交易業者からフランス語と幾らかの英語を習った。ワシャキーが罠猟師たちと親密な関係を持っていたことで、アメリカ合衆国の役人達とも同様な関係に発展した。

## ブリッジャー砦条約
1863年とさらに1868年、ワシャキーはブリッジャー砦でアメリカ合衆国との条約に署名した。1863年ブリッジャー砦条約はショーショーニー族固有の領土を確立し、その境界は東のウィンド川山脈稜線、南はユタのウインター山脈、北はビタールート山脈の稜線まで広がっていた。西の境界は定義されないままだったが、遠くオレゴンの境界までスネーク川盆地の大半を含むという了解があった。この条約にはワシャキーの部隊以外にも多くのショーショーニー族やバンノック族の部隊も署名した。1868年ブリッジャー砦条約はさらに重要なものになった。これではワイオミングの中西部に置くショーショーニー族とバンノック族のインディアン代理局を設置した。さらにその土地はワシャキーと東部ショーショーニー族の主だった者が選定した所だった。この当初の保留地には、その種族のためにワイオミングのウィンド川地域約300万エーカー (12,000 km2) が含まれた。1872年の割譲によって80万エーカー (3,200  km2) の土地が削られたが、この渓谷はいまでも東部ショーショーニー族の本拠となっている。ワシャキーはインディアンが教育を受けるべきだとも決心し、ウェールズ人牧師ジョン・ロバーツに土地を与えて、寄宿生の学校を設立させ、ショーショーニー族の少女が伝統的な工芸と言語を習うようにした。

## ワシャキーとモルモン教
ワシャキーはブリガム・ヤングと友人であり、モルモン教徒がしばしばユト族と戦ったことに悲しみを表していた。ワシャキーが末日聖徒イエス・キリスト教会の教徒になったのは、ヤングの死後、1880年になってからだった。ワシャキーは1880年9月25日にエイモス・R・ライトによって洗礼を受けた。この時点で約300人の他のショーショーニー族員も教会に入信した。

## ワシャキーと聖公会
1883年、米国聖公会のジョン・ロバーツがウィンド川保留地のショーショーニー族とアラパホ族に対する牧師となった。ロバーツはショーショーニー族の慣習、信条および言語を学ぶことでワシャキーと友好を深め、ショーショーニー族の少女が伝統的な工芸と言語を習う寄宿生の学校を設立する土地を与えられた。ワシャキー酋長は聖公会をその信じるものに選定し、1897年に聖公会員として再度洗礼を受けた。

## 栄誉
ワシャキーの戦闘における武勇、平和のための努力およびその種族員の福祉のために尽くしたことで、インディアンの歴史の中でも最も尊敬される指導者の一人となった。1900年にワシャキーが死んだとき、軍装の礼で葬儀が行われたインディアンとしては唯一の者となった。
ワイオミング州ワシャキー郡はワシャキーに因んで名付けられた。2000年、ワイオミング州はアメリカ合衆国議会議事堂の国立彫像ホール・コレクションに、ワシャキーの青銅像を寄贈した。ワイオミング大学の食堂もワシャキーに因んで名付けられた。
第二次世界大戦中の1942年、全長422フィート (129 m) のリバティ船がオレゴン州ポートランドで建造され、ワシャキーの栄誉を称えてSSチーフ・ワシャキーと命名された。1944年から1946年と1953年から1975年に就役したアメリカ海軍の港湾タグボート、USSワシャキーもワシャキーに因んで名付けられた。